# هانس شارف
هانس-يواكيم جوتلوب شارف (10 سبتمبر 1992 16 ديسمبر 1907) مستجوب لوفتفافه ألماني خلال الحرب العالمية الثانية. وقد أطلق عليه «المحقق الرئيسي» في لوفتفافه، وربما جميع ألمانيا النازية. كما تم الإشادة به لمساهمته في تشكيل أساليب الاستجواب الأمريكية بعد الحرب. بصفته أوباغيفايتا (ما يعادل الدرجة الأولى الخاصة) قام باستجواب طيارين مقاتلين أمريكيين أسرى بعد أن أصبح ضابط استجواب في عام 1943. وقد حظي بتقدير كبير لنجاح تقنياته، خاصة لأنه لم يستخدم الوسائل المادية للحصول على المعلومات المطلوبة. كانت أساليب الاستجواب التي قام بها شارف فعالة للغاية لدرجة أنه تم استدعاؤه أحيانًا لمساعدة المحققين الألمان الآخرين في استجوابهم لطياري القاذفات وأطقم الطائرات، بما في ذلك أطقم الطائرات والطيارين المقاتلين من دول أخرى غير الولايات المتحدة. بالإضافة إلى ذلك، تم اتهامه باستجواب العديد من السجناء الأكثر أهمية الذين تم توجيههم عبر مركز الاستجواب، مثل كبار الضباط والطيارين الأبطال المشهوريين.
في عام 1948، تمت دعوة شارف من قبل القوات الجوية الأمريكية لإلقاء محاضرات حول تقنيات الاستجواب وخبراته المباشرة. أدرج الجيش الأمريكي فيما بعد أساليبه في مناهجه في مدارس الاستجواب. العديد من أساليبه لا تزال تدرس في مدارس استجواب الجيش الأمريكي. مُنح شارف وضع الهجرة.
من الخمسينات حتى وفاته في عام 1992، أعاد توجيه جهوده إلى عمل الفسيفساء. أصبح حرفيًا في الفسيفساء ذي شهرة عالمية، مع عرضه اليدوي في مواقع مثل مبنى الكابيتول بولاية كاليفورنيا؛ مجلس مدينة لوس أنجلوس؛ العديد من المدارس والكليات والجامعات، بما في ذلك الواجهة الجدارية الفسيفسائية العملاقة لمركز الفنون الجميلة في كلية ديكسي ستيت؛ مركز إبكوت. وفي جدران الفسيفساء المقوسة بطول 15 قدمًا والتي تتميز بقصة سندريلا داخل قلعة سندريلا في عالم والت ديزني بولاية فلوريدا.

## سيرة شخصية

### حياة سابقة
ولد هانس يواكيم غوتلوب شارف في 16 ديسمبر (كانون الأول) 1907 في راستنبرج، في روسيا الشرقية لعائلة ثرية، وكان والده ضابطًا بالجيش توفي خلال الحرب العالمية الأولى.
كان جده من جهة الأم يمتلك مصانع نسيج في جميع أنحاء ألمانيا، إذ نشأ هانس شارف في بيئة مرفهة بفيلا عائلية في لايبزيغ حيث درس الفن، وتعلم أيضًا عمل العائلة، بدءًا بالمنسوجات والنسيج قبل الانتقال إلى التسويق والتصدير؛ ولتدريبه على المبيعات، جرى إرساله إلى فرع شركة «Adlerwerke» في جنوب أفريقيا لمدة عام، وانتهى به الأمر بشكل جيد لدرجة أنهم جعلوه مديرًا. أثناء وجوده في جنوب أفريقيا، تزوج من مارغريت ستوكس، ابنة طيار بريطاني شهير، سجل خمسة انتصارات جوية في الحرب العالمية الأولى.